# Cotton-Eyed Joe
Cotton-Eyed Joe, Roud 942, är en populär visa från USA, med rötter till före amerikanska inbördeskriget. En coverversion av den spelades in 1994 av den svenska eurodancegruppen Rednex som "Cotton Eye Joe". I Rednex version skiljer sig dock både text och melodi kraftigt från den traditionella visans. Versen är skriven av Patrik "Ranis" Edenberg, som också har producerat låten, medan refrängen är den traditionella. Därmed blev också Rednex upphovsmän till den nya versionen.